# Atletismo nos Jogos Pan-Americanos de 2015 - Lançamento de disco masculino
A competição do lançamento de disco masculino  foi um dos eventos do atletismo nos Jogos Pan-Americanos de 2015, em Toronto. Foi disputada no Estádio CIBC de Atletismo Pan e Parapan-Americano no dia 23 de julho.

## Calendário
Horário local (UTC-4).
| Data        | Horário | Fase  |
| ----------- | ------- | ----- |
| 23 de julho | 19:05   | Final |

## Medalhistas
| Ouro   | JAM Fedrick Dacres |
| Prata  | BRA Ronald Julião  |
| Bronze | USA Russell Winger |

## Recordes
Recordes mundial e pan-americano antes da disputa dos Jogos Pan-Americanos de 2015.
| Tipo                             | Atleta        | Marca   | Local          | Data                 |
| -------------------------------- | ------------- | ------- | -------------- | -------------------- |
|                                  | Jürgen Schult | 74,08 m | Neubrandenburg | 6 de junho de 1986   |
| Recorde dos Jogos Pan-Americanos | Luis Delís    | 67,32 m | Caracas        | 25 de agosto de 1983 |

## Resultados

### Final
| Colocação         | Atleta                       | Nacionalidade                | #1    | #2    | #3    | #4    | #5    | #6    | Resultados | Notas                |
| ----------------- | ---------------------------- | ---------------------------- | ----- | ----- | ----- | ----- | ----- | ----- | ---------- | -------------------- |
| Medalha de ouro   | Fedrick Dacres               | JAM Jamaica                  | 63.01 | 62.39 | 64.80 | 63.05 | 64.40 | x     | 64.80      |                      |
| Medalha de prata  | Ronald Julião                | BRA Brasil                   | 60.89 | 63.15 | x     | x     | x     | 64.65 | 64.65      | Recorde da temporada |
| Medalha de bronze | Russell Winger               | USA Estados Unidos           | 59.40 | 62.64 | 60.74 | x     | 60.62 | 62.33 | 62.64      |                      |
| 4                 | Jared Schuurmans             | USA Estados Unidos           | 59.79 | 57.26 | x     | 62.32 | 59.67 | x     | 62.32      |                      |
| 5                 | Jorge Fernández              | CUB Cuba                     | x     | x     | 59.91 | 62.04 | x     | 60.99 | 62.04      |                      |
| 6                 | Tim Nedow                    | CAN Canadá                   | 57.28 | x     | 59.43 | 61.10 | 61.49 | 59.57 | 61.49      | Recorde pessoal      |
| 7                 | Mauricio Ortega              | COL Colômbia                 | 61.33 | 56.08 | x     | x     | x     | 59.06 | 61.33      |                      |
| 8                 | Mario Cota                   | MEX México                   | 56.06 | 55.78 | 57.18 | 57.29 | x     | 59.89 | 59.89      | Recorde da temporada |
| 9                 | Marc-Antoine Lafrenaye-Dugas | CAN Canadá                   | x     | 55.71 | 55.79 |       |       |       | 55.79      |                      |
| 10                | Quincy Wilson                | TRI Trinidad e Tobago        | x     | 43.65 | x     |       |       |       | 43.65      |                      |
| 99 !              | Eldred Henry                 | IVB Ilhas Virgens Britânicas | x     | x     | x     |       |       |       | NM         |                      |
| 99 !              | Dillon Simon                 | DMA Dominica                 | x     | x     | x     |       |       |       | NM         |                      |

Legenda
| Recorde mundial                  | Recorde mundial (World record)               |                       | Recorde africano                      | Recorde africano (African) |                                           | Q | Classificado por posição (Qualified) |
| Recorde dos Jogos Pan-Americanos | Recorde pan-americano (Pan-American record)  | Recorde da América    | Recorde da América (Americas)         | q                          | Classificado por melhor tempo (Qualified) |   |                                      |
| Melhor marca do ano              | Melhor marca do ano (World leading)          | Recorde asiático      | Recorde asiático (Asian)              | DNS                        | Não largou (Did not start)                |   |                                      |
| Recorde nacional                 | Recorde nacional (National record)           | Recorde europeu       | Recorde europeu (European)            | DNF                        | Não terminou (Did not finish)             |   |                                      |
| Recorde pessoal                  | Recorde pessoal do atleta (Personal best)    | Recorde da Oceania    | Recorde da Oceania (Oceania)          | DSQ / DQ                   | Desclassificado (Disqualified)            |   |                                      |
| Recorde da temporada             | Recorde da temporada do atleta (Season best) | Recorde sul-americano | Recorde sul-americano (South America) | NM                         | Sem marca (No mark)                       |   |                                      |